# 메리 배라
메리 배라(Mary Barra, 1961년 12월 24일 ~ )는 미국의 기업가이다. 제너럴 모터스 기업 최고경영자이자 회장이다. 2014년 1월 15일부터 CEO로 재직 중이며, 제너럴 모터스의 최초 여성 최고경영자이다.
2013년 12월 10일, 제너럴 모터스(GM)은 그녀를 댄 애커슨을 잇는 최고경영자(CEO)로 임명했다. 최고경영자가 되기 이전, 그녀는 글로벌 제품개발부에서 수석으로 역임했다.

## 생애
메리 배라는 미시간 로열 오크에서 태어났으며, 그녀의 아버지인 레이 마켈라는 GM의 폰티악 생산라인에서 거푸집을 만드는 기술직으로 39년간 근무했다.
배라는 제너럴 모터스 대학교(현 케터링 대학교)에서 전자공학과를 전공하며 학사를 취득 했다. 이후 그녀는 1990년 스탠퍼드 경영 대학원에서 GM 펠로우십 프로그램을 통해 석사를 취득했다.

## 상훈
2024년 12월 11일 공개된 미국 경제지 포브스 선정 '2024년 세계에서 가장 영향력 있는 여성 100인'에서 5위를 차지하였다.